# Metalocalypse
Metalocalypse é um desenho animado exibido no Adult Swim criado por Brendon Small e Tommy Blacha. Conta a história da banda fictícia de death metal Dethklok. O primeiro episódio foi exibido no programa Adult Swim Fix em 4 de Agosto de 2007 e no Adult Swim nos Estados Unidos da América. O primeiro álbum oficial do Dethklok foi lançado em 25 de Setembro de 2007, intitulado The Dethalbum. A música ouvida em Metalocalypse é realizada por Brendon Small e Tommy Blacha, com os outros quando necessário.

## Resumo
Na série, Dethklok é uma banda que possui um nível de popularidade nunca atingida na realidade, ocupando a sétima colocação no ranking das maiores economias do mundo. Os membros fictícios são Nathan Explosion, Skwisgaar Skwigelf, Pickles The Drummer, William Murderface, e Toki Wartooth. O seu empresário é Charles Foster Offdensen.
Se Dethklok patrocina um produto ou serviço, competidores vão rapidamente à falência. Organizações ao redor do mundo, de governos à empresas, fazem o possível para livrar a banda de qualquer inconveniência, ao ponto de deixá-la manter sua própria força policial e escapar de qualquer crime imaginável com praticamente nenhuma repercussão, apesar da banda ser ignorante demais para perceber que estão cometendo atos ilegais.
Os membros da banda tendem a causar desastre em qualquer lugar que vão, e qualquer coisa remotamente associado a eles atrai o caos. Os shows de Dethklok são tão notoriamente perigosos que aqueles que estão dispostos a ir são obrigados a assinar um documento chamado "renúncia da dor" na entrada, livrando a banda da responsabilidade legal caso alguém seja morto ou mutilado, o que é comum.
A popularidade da banda é tão impressionante que os fãs irão fazer qualquer coisa por eles, até a morte, o que é normalmente o caso. No episódio "Dethgov", fãs de Dethklok assassinam o Governador da Flórida depois dele desrespeitar o vocalista Nathan Explosion, que é logo em seguida eleito governador.
A popularidade anormal e trilha de destruição da banda atraiu a atenção de um grupo chamado "O Tribunal", dedicado ao monitoramento das atividades da banda. Geralmente, os episódios envolvem O Tribunal na tentativa de manter e perpetuar a ignorância e o consumo exagerado do público sempre que as ações da banda ameaçam mudar a atual situação das coisas. O Tribunal, liderado por um homem misterioso chamado "Mr. Selatcia", trabalha na premissa que os poderes de Dethklok são o resultado de uma antiga profecia Suméria sobre um "Apocalipse do Metal". General Crozier, o líder militar do grupo, quer matar a banda, mas é constantemente impedido por Selatcia. A maioria dos episódios mostra O Tribunal tentando espionar e atrapalhar a banda chamando vários "especialistas", como "fabricantes de drogas militares psicotrópicas", "experts em depressão em celebridades", ou vários personagens que possuem trabalhos legalmente conturbados.

## Personagens

### Banda Dethklok
- Nathan Explosion - Vocalista. Letrista visionário e brutal. Retratado como uma figura alta e volumosa, com longos cabelos negros e olhos verdes, Nathan fala sempre em uma voz profunda e rouca, mesmo quando não está cantando.
- Pickles - Baterista. Criado no meio-oeste estadunidense, se tornou o baterista mais aclamado depois de liderar uma banda de rock chamada Snakes 'n' Barrels.
- Skwisgaar Skwigelf - Guitarrista. Da Suécia. É o guitarrista mais rápido ainda vivo. Ele é alto e magro, com longos cabelos loiros e olhos azuis, e tem uma Gibson Explorer, que muitas vezes ele carrega, mesmo quando não está tocando.
- William Murderface - Baixista. Ninguém no mundo é mais cheio de ódio do que ele. E ele não odeia ninguém mais do que ele próprio.
- Toki Wartooth - Guitarrista. Da Noruega. Segundo guitarrista mais rápido do mundo. Parece ser o mais novo membro da banda, com uma personalidade muito infantil com relação aos demais.

### Outros
- Charles Offdensen - É o empresário, advogado e assessor do Dethklok. Ele não mostra nenhum escrúpulo sobre mentir ou manipular verbalmente a banda, tanto para influenciar as suas decisões ou para poupar os seus sentimentos.
- Dr. Rockso - É um palhaço roqueiro. Ninguém da banda gosta dele a não ser Toki Wartooth. Viciado em cocaína (usa isso como frase jargão).
- Senator Stampingston
- Jean-Pierre - É o estereótipo francês chef do Dethklok. No primeiro episódio da série, Jean-Pierre foi massacrado pelas pás do rotor do Dethcopter (o helicóptero da banda). A banda costurou-o de volta, com uma aparência horrível e mutilada, mas, mesmo assim, Jean-Pierre ainda trabalha com entusiasmo.
- Mr. Selatcia
- General Crozier
- Cardinal Ravenwood
- Vater Orlaag

## Dublagem
- Brendon Small – Nathan Explosion, Pickles, Skwisgaar Skwigelf, Charles Ofdensen e outros
- Tommy Blacha – Toki Wartooth, William Murderface, Dr. Rockso e outros
- Mark Hamill – Senator Stampingston, Jean-Pierre, Mr. Selatcia e outros
- Victor Brandt – General Crozier, Cardinal Ravenwood e outros
- Malcolm McDowell - Vater Orlaag e outros

## Discografia
- 2007 -  The Dethalbum
- 2009 - Dethalbum II
- 2012 - Dethalbum III
- 2013 - The Doomstar Requiem